# Edward Elgar
Edward Elgar (Broadheath, 1857. június 2. – Worcester, 1934. február 23.) késő romantikus brit zeneszerző.

## Élete

### A kezdetek
Edward Elgar 1857-ben született Broadheathben. Anyja Anne Elgar, apja William Elgar zongorahangoló és zenebolt-tulajdonos valamint a St. George katolikus templom orgonistája. Edward hároméves volt, amikor átköltöztek Worcesterbe, a zenebolt fölötti lakásba, az iskolai szünetekben azonban mindig ellátogatott Broadheathbe.
Kevés formális zenei nevelést kapott, autodidakta volt: zongorázott, hegedült, olyannyira, hogy akár a lipcsei konzervatóriumban is tanulhatott volna. Azonban 1872-ben, amikor kikerült az iskolából, ügyvédbojtárnak adták egy irodába, szülei úgy gondolták, hogy a zenész élete anyagilag túl bizonytalan. Egy év múlva mégis szakított a bojtárkodással, és a családi üzletben segített a könyvelésben. Hegedűórákat kezdett adni, és fokozatosan tanári, előadói, átírói és alkalmanként zeneszerzői hírnevet is szerzett a városban.
1877-ben tizenkét napot töltött Londonban. Órákat vett Arthur Pollitzertől, az új filharmonikus zenekar vezetőjétől, hogy játékát tökéletesítse. Pollitzer elégedett volt fiatal tanítványával, további órákat javasolt, de Elgar kevésnek érezte magát a virtuóz előadói karrierhez.
1879-től a Worcester Glee Club (worcesteri vigadó) tagja, majd később karmestere. Bátyjával együtt egy fúvósötösben is zenélt, ő fagotton, bátyja oboán játszott. 1879-94-ben a megyei elmegyógyintézet zenekarában játszott, később ő tanította be és vezényelte. Az intézmény igazgatója úgy gondolta, hogy a zene jótékony hatást gyakorol a páciensekre. 1882-ben első hegedűs W.C. Stockley zenekarában. Mindeközben tanított, worcesteri és malverni fiatal hölgyeket.
1884 júliusában megmutatja egyik zenekari művét a Sevillinát Pollitzernek, aki elküldte Manns német karmesternek, aki előadta egyik koncertjén. Ez az eset volt az első, amelyben nem csak a közvetlen környezete ismerte el.

### Házassága

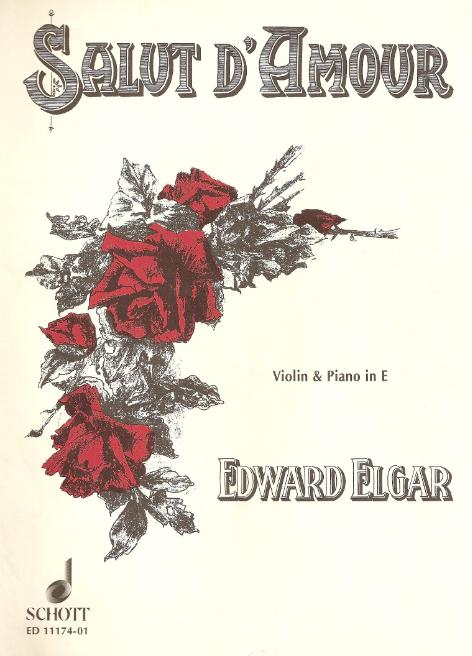
A Salut d'Amour 1899-es kiadásának címlapja

Tanítványai között volt Caroline Alice Roberts. Már elmúlt harmincnyolc éves, amikor 1886 októberében órákat kezdett venni Elgartól. Összebarátkoztak, de eljegyzésüket Alice családja utólag nagyon helytelenítette. 1889-ben összeházasodtak és Londonba költöztek, ahol feleségének jövedelmének segítségével több időt és energiát fordíthatott a zeneszerzésre, és lépést tarthatott London zenei eseményeivel.
Ekkoriban sikereket ért el kis zongoradarabjával, a Liebsgrüssszel (Szerelmi üdvözlet), amely Salut d'Amour címmel jelent meg. Továbbá Manns a Crystal Palace-ban előadta a Salut d'Amour't és a D-dúr-szvitet, műveinek nem volt nagy nyilvános sikere.
Családi életük boldogabbá vált, 1890-ben megszületett egyetlen gyermekük, Carise. Ettől eltekintve a városi élet nem felelt meg Elgar várakozásainak, egyrészt gyenge, torokbajokra érzékeny egészsége nem bírta Londont, másrészt a megbízások és tanítványok sem érkeztek abban a számban, ahogy várta. Így 1891-ben visszaköltöztek Malvernbe.

### Visszatérés vidékre
Malvernbe való visszatérésekor ismét hegedűt tanított. Bár a kiadók és kritikusok Londonban maradtak, az angol zenei élet központjait akkoriban a nagy oratóriumfesztiválok jelentették: Leedsben, Birminghamben, Sheffieldben, továbbá azokban a városokban, ahol a Három kórust rendezték, vagyis Worcesterben, Gloucesterben és Herefordban.
1890-ben Elgar több kantátát szerzett, köztük: Caractacus, The Black Knight (A fekete lovag), és a Scenes from the Saga of King Olaf (Jelenetek Olaf király sagájából). Az utóbbi kettőt, az amerikai költő, Henry Wadsworth Longfellow művei ihlették.
1897-ben megbízást kapott egy kantáta megírására a leedsi fesztivál szervezőitől. Így született Caracatus című műve, amelyet Elgar Viktória brit királynőnek ajánlott.

### Barátok
Az 1890-es évek folyamán új ismeretségekre tett szert. Malverni baráti köréhez tartoztak Winfred és Florence Norbury (birtokaik szomszédosak voltak), Troyte Griffith építész, Dora Penny, dr. George Sinclair (a Hereford katedrális orgonistája). Továbbá ekkoriban ismerkedett meg August Johannes Jeagerrel, a londoni Novello zenei kiadóház produkciós menedzserével. Jeager hamar felismerte Elgar muzsikájában az új zenei irányzatot. Sokszor ösztökélte olyan zenei teljesítményre, amelyet enélkül az ösztönzés nélkül meg sem próbált volna. Jeager 1909-ben bekövetkezett haláláig leveleztek egymással. Ezek a közeli barátok ihlették az Enigma Variációkat. A mű meghozta számára az országos elismerést és további már befolyásosabb barátokat. Közéjük tartozott Frank Schuster, akinek "The Hut"-nak (A kunyhónak) nevezett maidenheadi háza művészek találkozóhelye volt. "The Hut" vendégei voltak Elgaron kívül Gabriel Fauré és Richard Strauss.
Másik barátja Alfred Rodewald a liverpooli textilmágnás, akinek amatőrökből álló liverpooli zenekari társasága sokszor játszotta Elgar darabjait.
És Lady Alice Staurt-Wortley, Elgar csodálója és ihletője.

### A századforduló, a sikerek
A századfordulón Elgar anyagi helyzete jelentősen javult, egy újonnan épített házba költözött Malvern Wellsbe, gyakrabban látogatott a fővárosban hangversenyekre, kiállításokra vagy egyszerűen csak megebédelt a klubjában, vagy a Paganini étteremben.
Ekkoriban írta The Dream of Gerontius (Gerontius álma) című oratóriumot. Ám az 1900-as birminghami bemutatója szerencsétlenül sikerült. A karigazgató a próbák közben meghalt, a karmester (Hans Richter) alábecsülte, milyen nehéz a mű egy átlagos kórus számára. A birminghami koncerten részt vett Julius Buths, Düsseldorf városi zeneigazgatója, aki felismerte a mű nagyságát, visszatérve Németországba, 1901 decemberében előadatta nagy sikerrel. 1902 májusában még az alsó-rajnai fesztiválon is eljátszották.
További sikereket aratott Angliában a A Cockaigne nyitány-nyal és a Pomp and Circumstance indulók-kal. Az első induló triójának dallamát olyan kitörő lelkesedéssel fogadták, hogy később szöveget is írtak hozzá („Remény és dicsőség földje” / Land of Hope and Glory) és szinte a Brit Birodalom második himnuszává emelkedett.
Elgart megragadta a világbirodalmi hazafias érzés. Tovább dolgozott az oratóriumokból álló trilógián, melynek ötlete még iskolás korából származott. 1903-ra kész lett az első, The Apostles (Az apostolok) című, amelyet Birminghamben mutattak be.
Az oratórium írása fizikailag megerőltette, torokgyulladást kapott. A telet Olaszországban töltötte, melynek emlékét In the South (Alassio) nyitány (Délen, Alassio) örökítette meg, amelyet 1904 márciusában a Covent Garden háromnapos Elgar-fesztiválján mutattak be.
A Covent Garden, az 1904-es év az ünneplés éve volt. A király meghívta vacsorára, lovaggá ütötték, és a híres londoni klub, az Athenaeum tagja lett. A család ismét költözött, egy még tágasabb házba, Hereford mellett, Plas Gwynbe, ahol már telefon is volt. 1905-ben Birminghambe hívták az egyetemre. Díszdoktorává avatta az Oxfordi Egyetem és a Yale Egyetem. (Az Egyesült Államokban később még háromszor megfordult.) Worcester díszpolgárává avatta.

### Zenekari darabok
Visszatérve Plas Gwynbe a trilógia második részével, The Kingdom-mal (A királyság) kezdett el foglalkozni, amely az 1906-os birminghami fesztiválra készült el. Ez volt az utolsó oratóriuma, a trilógia utolsó darabja csak vázlat maradt. Érdeklődése a zenekari művek felé irányult, az elkövetkezendő években két szimfóniát és egy hegedűversenyt írt.
Elgarék továbbra is Olaszországban töltötték a teleket. Noha Elgart minden, számára ismeretlen vidék megihlette, a komponáláshoz csak Plas Gwynben látott hozzá. Élvezte a vidéki életet: kerékpározhatott, megfigyelhette a madarakat. A ház "Bárkának" becézett melléképületét átalakította laboratóriummá a kémiai kísérletekhez.
1908-ban írta I. szimfóniáját, amelyet még abban az évben legalább százszor mutatták be Európa legnagyobb városaiban (Londonban, Bécsben, Lipcsében, Szentpétervárott) és a kontinensen kívül is, Sydneyben és az Egyesült Államokban.
1910 elején megírta hegedűversenyét A kunyhóban-t, ahol barátai biztatták: Stuart-Wortley-ék és Speyerék. (Leonora Speyer hivatásos hegedűművész volt.) Barátságot kötött W. H. Reed hegedűművésszel, aki értékes tanácsokkal segítette a hegedűverseny létrejöttét.
1911 májusában a II. szimfónia londoni premierjét maga Elgar vezényelte. A koncert nem sikerült. A mű elégikus hangulata nem illett V. György koronázási ünnepéhez, továbbá a zenekar nem tudta megfelelően előadni.

### Újra London
Még ugyanebben az évben megkapta az Order of Merit in Coronation Honours kitüntetést (Koronázási érdemrend). 1912-ben újra költözött a család Londonba, Hampsteadbe a már-már palotára emlékeztető Seven Housba. Volt benne zene- és biliárdszoba, festménygaléria néhány hektárnyi telekkel. Mozgalmas társasági és szakmai életet éltek. Elgar serényen komponált és vezényelte a londoni zenekart, majd a háború kitörése után a manchesteri Hallé zenekart is.
A háború alatt Németországban csökkent a népszerűsége, ennek nemcsak nemzeti okai voltak, hanem az is, hogy visszavonultak, elöregedtek azok a karmesterek, akiknek korábbi sikereit köszönhette. Angliában The Spirit of Englanddal (Anglia szelleme) sikereket ért el. Ugyanakkor Elgar vágyódott a vidéki élet után, így felesége, Alice, keresett egy nyaralót. Elgar nagyon megszerette a kis házikót Brinkwellsben (Sussexben). Itt írta inkább kamara zenei műveit: egy vonósnégyest, egy zongoraötöst és egy csellóversenyt.

### Utolsó évek
1920-ban meghalt felesége, ami Elgart olyannyira megrázta, hogy attól kezdve nem alkotott egyetlen komolyabb művet sem. 1934 februárjában halt meg. Little Malvernben, a St. Wulstan temetőben felesége mellett temették el.

## Művei
- Sevillana (zenekari mű)
- Salut d'Amour (Szerelmi üdvözlet; zongoradarab)
- D-dúr szvit (zongoradarab)
- Cractacus (kantáta)
- The Black Knight (Fekete lovag; kantáta)
- Scenes from the Saga of King Olaf (Jelenetek Olaf király sagájából; kantáta)
- Enigma-variációk (zenekari mű)
- Pomp and Circumstance (Ünnepi és alkalmi indulók; zenekari mű)
- The Dream of Gerontius (Gerontius álma; oratórium)
- Cockaigne nyitány (Eldoradó; zenekari darab)
- The Apostles (Apostolok; oratórium)
- In the South, Alassio (Délen, Alassio)
- The Kingdom (A királyság; oratórium)
- I. szimfónia
- II. szimfónia
- The Spirit of England (Anglia szelleme)
- Falstaff (szimfonikus tanulmány)
- In Smyrna zongoradarab, (1905)
- Bevezetés és allegro vonószenekarra (1905) Op. 47
- Ismeretes továbbá: hegedűversenye, hegedűdarabjai, vonósnégyese, zongoraötöse, hegedűszonáta, csellóversenye

## Hangfelvételek
- I. szimfónia, – Youtube.com, Közzététel: 2013. nov. 21.
- II. szimfónia, – Youtube.com, Közzététel: 2015. ápr. 2.
- Sevillana, – Youtube.com, Közzététel: 2013. márc. 27.
- A fekete lovag, – Youtube.com, Közzététel: 2016. júl. 22.
- Enigma-variációk, – Youtube.com, Közzététel: 2015. dec. 31.
- Gerontius álma, – Youtube.com, Közzététel: 2015. nov. 5.
- Az apostolok, – Youtube.com, Közzététel: 2013. okt. 15.
- A királyság nyitány, – Youtube.com, Közzététel: 2014. szept. 27.
- Anglia szelleme, – Youtube.com, Közzététel: 2014. szept. 1.

## Kották
- Elgar, Edward. International Music Score Library Project. (Hozzáférés: 2019. május 17.)